# Imiennik – Śladem pradziada
Imiennik – Śladem pradziada – powieść Karola Bunscha z 1949 roku, należąca do cyklu „Powieści Piastowskie”, pierwsza część powieści Imiennik (drugą stanowi Miecz i Pastorał). Śladem Pradziada opowiada o czasach z początku panowania Bolesława II Śmiałego. Głównym bohaterem powieści jest Doman - syn woja, który niegdyś uratował życie Kazimierzowi Odnowicielowi. Ten fakt związuje życie Domana z Bolesławem. Bolesław jest przedstawiony jako książę mocno inspirowany potęgą swojego wielkiego pradziada Chrobrego, starający się (z powodzeniem) być godnym jego imiennikiem. Bunsch łączy fakty historyczne z fikcyjnymi, wyraźnie zarysowując profile charakterologiczne postaci historycznych i przedstawiając swoje uzasadnienia podejmowanych przez nich decyzji. W tło historyczne wplecione są losy zwykłych ludzi, którzy związani byli z Bolesławem. Powieść przybliża również początek konfliktu Bolesława z biskupem krakowskim Stanisławem.
Akcja powieści rozpoczyna się, gdy zgodnie z przedśmiertną prośbą ojca Kazimierza, Bolesław nakazuje sprowadzić na swój dwór syna człowieka, który w wojnie z Mojsławem uratował Kazimierzowi życie. Tak zaczyna się historia Domana, którego życie na długo zostaje związane z życiem przyszłego króla. Niechętnie przyjęty w drużynie Doman znajduje przyjaciela w oszpeconym Nawoju. Przyjaciele stają się bezpośrednimi świadkami ważnych dla kraju wydarzeń, stają się świadkami jak dzielnością, nieograniczoną ambicją, ale i często lekkomyślnością, książę wskrzesza potęgę państwa. Jednocześnie wśród części możnych zaczyna narastać niezadowolenie z powodu rosnącej siły bezkompromisowego księcia.